# ビリー・ヴァン
ビリー・ヴァン（Billy Van、1934年8月11日 - 2003年1月8日）は、カナダのコメディアン、俳優、歌手である。本名はウィリアム・アラン・ヴァン・エヴェラ。

## 歴史
ビリー・ヴァンはオンタリオ州トロントで生まれ、高校11年生のときにBloor Collegiate Instituteを中退し、エンターテイナーとしてのキャリアを追求した。若い頃から、彼と4人の兄弟は「ヴァン・エヴェラ・ブラザーズ」という名前で北米を巡る歌のアクトとして活動した。兄弟と別れ、「エヴェラ」を名前から外した後、ビリーは歌手として活躍し、「ビリー・ヴァン・フォー」と「ビリー・ヴァン・シンガーズ」を率った。また、カナダのバラエティ番組「Fancy Free」などに頻繁に出演。
「ビリー・ヴァン・フォー」のシングル「I Miss You」/「The Last Sunrise」は、1961年3月にトロントのCHUMチャートで29位にランクイン。
1963年、CBCテレビの深夜風刺番組「Nightcap」での出演をきっかけに、全国的な注目を集めた。1966年、シーズン3が終了した際、彼は1エピソードあたりのギャラをCA$400（2023年の価値で約CA$3,590）からCA$500（同CA$4,490）に引き上げるよう要求したが、CBCが拒否したため、辞めると脅した。この騒動が公になると、CBCは彼の要求を受け入れ、番組の最終シーズンまで出演を続けた。「Nightcap」の派生スピンオフである6部構成のシリーズ「Flemingdon Park」にも出演した。
アメリカでは、彼はColt 45 Malt Liquorのコマーシャルに多数出演し、1960年代から70年代にかけて広く知られるようになった。1975年にはこのCMでクリオ賞を受賞した。
1970年代を通じて、CHCH-TVのジェスチャーゲーム番組「Party Game」にレギュラー出演した。そして1971年には、彼の最も有名な作品「The Hilarious House of Frightenstein」の制作をオンタリオ州ハミルトンで開始した。この番組では130エピソードが制作され、彼は主要キャラクターのほとんどを演じた。
彼は「The Ray Stevens Show」、「The Sonny & Cher Comedy Hour」、「The Bobby Vinton Show」など、数多くのショーにレギュラー出演した。また、1982年にはTVOntarioの「Bits and Bytes」の共同ホストを務め、8ビットパソコンの使い方を紹介する役割を担った。
1998年には心臓バイパス手術を受診。
2000年に設立されたカナダ・コメディ・アワードを支援した。
2001年12月に食道がんと診断され、2003年1月8日にトロントのサニーブルック病院で68歳で死去。妻スーザンと、前の結婚で生まれた2人の娘、トレーシーとロビンだけが残された。
ヴァンの兄弟の一人、ジャック・ヴァン・エヴェラも俳優となり、カナダのテレビシリーズ「The Forest Rangers」や「Adventures in Rainbow Country」などに出演。
ビリー・ヴァンは1997年に自伝「Second Banana」を執筆し、2018年8月11日にオンラインで公開された。この本は、彼のキャリアを描いたエンターテイニングでユーモラス、かつ豊富な作品である。「Second Banana」はまた、1940年代と50年代のトロントの生活や、カナダのテレビが始まったばかりの頃の歴史的な視点も提供している。エンターテイナーとしての裏舞台を描き、華やかではない側面も明らかになっている。

## ディスコグラフィ

### ビリー・ヴァン・フォー
- 1961年 - "The Last Sunrise" / "I Miss You" (ロデオ・ラベル、カナダ)[12]

### ビリー・ヴァン・シンガーズ
- 1967年 - "スパイダーマンのテーマ" - 1967年のカナダ・アメリカアニメ「スパイダーマン」のテーマソング、ローリー・ボウワー・シンガーズと共同。
- 1968年 - Polydor Presents The Billy Van Singers LP (Polydor)
- 1969年 - "Fall In" A Fun Fashion Musical (デューポント・カナダ/チェルシー・レコード) - 1トラック
- 1970年 - "Four Seasons", RPM MOR CanCon[13]

## 出演作品

### テレビ番組
- 1960年: Fancy Free (with The Billy Van Four)
- 1960年–1961年: Country Hoedown
- 1963年–1967年: Nightcap
- 1970年: The Ray Stevens Show
- 1970年–1980年: Party Game
- 1971年: Rollin' on the River (with Kenny Rogers and The First Edition)
- 1971年: The Hilarious House of Frightenstein
- 1972年: The Ken Berry "Wow" Show
- 1972年–1973年: Waterville Gang (voice)
- 1973年–1974年: The Sonny & Cher Comedy Hour
- 1974年: The Hudson Brothers Razzle Dazzle Show
- 1974年: Shh! It's the News
- 1975年–1976年: The Bobby Vinton Show
- 1976年: The Sonny and Cher Show
- 1979年–80年: Circus
- 1980年: Eureka! (voice)
- 1980年: Bizarre
- 1981年: Seeing Things (guest star)
- 1983年: Bits and Bytes (host)
- 1984年: The Littlest Hobo (TV Series) Episode FireHorse (part 1 & 2) (Guest Star as Fire Chief Danford)
- 1987年: I'll Take Manhattan
- 1988年: How Do You Do? (as robot (TVOntatrio))
- 1989年–1995年: en:Join In! (TV Series) (voice)
- 1991年: Bits and Bytes 2 (host)
- 1998年: Stories From My Childhood (voice)

### テレビ映画
- 1985年: The Hearst and Davies Affair
- 1986年: A Deadly Business
- 1992年: The Trial of Red Riding Hood
- 1995年: Net Worth

### 映画
- 1982年: The Wizard of Oz (voice)
- 1988年: Family Reunion